# إيفو داوسون
إيفو داوسون (بالإنجليزية: Ivo Dawson)‏ هو ممثل بريطاني (وحمل سابقاً جنسية المملكة المتحدة لبريطانيا العظمى وأيرلندا)، ولد في 13 أكتوبر 1879، وتوفي في 7 مارس 1934.

## وصلات خارجية
- إيفو داوسون على موقع IMDb (الإنجليزية)
- إيفو داوسون على موقع أول موفي (الإنجليزية)
- إيفو داوسون على موقع قاعدة بيانات الفيلم (الإنجليزية)
- إيفو داوسون على موقع كينوبويسك (الروسية)